# Шкідченко Петро Іванович
Петро Іванович Шкідченко (7 листопада 1922 року, місто Радомишль, тепер Житомирська область — 19 січня 1982 року, 16 км від міста Хост (провінція Пактія, Афганістан)) — український радянський військовий діяч, генерал-лейтенант. Депутат Верховної Ради УРСР 8-го скликання. Герой Російської Федерації (посмертно, 2000).

## Біографія
Народився в багатодітній родині. У 1939 році призваний районним військкоматом Житомирської області до лав Червоної армії. У 1941 році закінчив Житомирське піхотне училище.
З червня 1941 року брав участь у боях на фронтах німецько-радянської війни на посаді помічника начальника штабу із розвідки 492-го стрілецького полку 199-ї стрілецької дивізії 26-ї армії). Протягом 1941 року був чотири рази поранений. Незабаром командував стрілецькими взводом, ротою та батальйоном. Брав участь у радянсько-японській війні. Після війни продовжив службу у Збройних силах СРСР. Командував мотострілецьким полком і навчальною мотострілецькою дивізією у місті Миколаєві (Одеський військовий округ), а з 1969 року — армійським корпусом в Одеському військовому окрузі (місто Сімферополь).
У 1960 році закінчив Військову академію імені Фрунзе, а у 1970 році — Військову академію Генерального штабу Збройних Сил СРСР.
З лютого 1971 по серпень 1973 року командував 6-ю гвардійською танковою армією (Дніпропетровськ, Київський військовий округ).
З вересня 1973 по червень 1980 року працював заступником командувача військ Одеського військового округу і Групи радянських військ у Німеччині з бойової підготовки.
У червні 1980 року очолив групу управління бойовими діями при Міністерстві оборони Демократичної Республіки Афганістан, створену за наказом міністра оборони СРСР Устинова. Перед групою стояло завдання залучати до планування та управління спільними бойовими діями Генерального штабу і Міністерства оборони Афганістану, а також надання допомоги в проведенні бойових операцій та координація бойових дій радянських і афганських військ.
За півтора року перебування Шкідченко взяв участь у проведенні 25 великих бойових операцій проти афганських моджахедів. В ході однієї з операцій при прориві моджахедів до командного пункту афганської дивізії Шкідченко, організувавши оборону, очолив наступну контратаку, в ході якої противник був практично повністю знищений.
19 січня 1982 року в 16 кілометрах від міста Хост (провінція Пактія, Афганістан) обстріляли вертоліт Мі-8 ВПС Афганістану, на борту якого перебували радник командира ескадрильї афганського вертолітного полку майор Андреєв, старший льотчик-інструктор майор Рубцов, рядовий Ширинбеков, генерал-лейтенант Шкідченко і капітан афганських ВПС. Одна з куль потрапила в командира екіпажу майора Андреєва. Під час вимушеної посадки на схилі гори вертоліт перекинувся й загорівся. Вдалося врятуватися лише бортмеханікові — капітану афганських ВПС. Офіційною версією загибелі генерал-лейтенанта Шкідченка назвали авіаційну катастрофу, а інших членів екіпажу визнали загиблими при виконанні бойового завдання.
У вогні вціліли наручний годинник і записна книжка Петра Шкідченка, які зберігає родина. Існує також розповсюджена версія, що автомат АКС-74У, що належав Петрові Шкідченку, потрапив у руки Усами бен Ладена, який згодом не розлучався з «трофейним автоматом радянського генерала» і охоче з ним позував.
Похований на Алеї Героїв Запорозького кладовища в місті Дніпрі.
Указом Президента Російської Федерації від 4 липня 2000 року за мужність і героїзм, проявлені при виконанні службового обов'язку, Петрові Шкідченку присвоєно звання Героя Російської Федерації (посмертно). Медаль «Золота Зірка» (№ 671) отримав міністр оборони України, син Петра Івановича — Володимир із рук міністра оборони РФ Ігоря Сергєєва, який перебував у той час з офіційним візитом в Україні.

## Звання
- генерал-майор танкових військ
- генерал-лейтенант танкових військ (8.11.1971)

## Нагороди
- медаль «Золота Зірка» (4.07.2000)
- два ордени Леніна (1967, 1981)
- орден Червоного Прапора (5.11.1941)
- орден Червоної Зірки (1955)
- орден «За службу Батьківщині у Збройних Силах СРСР» 3-го ступеня (1975)
- медалі
- ордени та медалі іноземних держав.

## Пам'ять
Його ім'ям названо середню школу № 97 міста Дніпра.

## Родина
Син — Володимир Шкідченко (нар. 1 січня 1948 року, Чита) — український військовий діяч, генерал армії України. З 12 листопада 2001 по 25 червня 2003 року — Міністр оборони України.